# Машкув (Нижньосілезьке воєводство)
Машкув (пол. Maszków) — село в Польщі, у гміні Олава Олавського повіту Нижньосілезького воєводства.
Населення — 47 осіб (2011).
У 1975-1998 роках село належало до Вроцлавського воєводства.

## Демографія
Демографічна структура станом на 31 березня 2011 року:
|          | Загалом | Допрацездатний вік | Працездатний вік | Постпрацездатний вік |
| -------- | ------- | ------------------ | ---------------- | -------------------- |
| Чоловіки | 25      | 7                  | 13               | 5                    |
| Жінки    | 22      | 3                  | 12               | 7                    |
| Разом    | 47      | 10                 | 25               | 12                   |